# Слънчево
Слънчево е село в Североизточна България. То се намира в Община Аксаково, Варненска област. Населението му е около 1100 души (2022).

## География
Слънчево е разположено на около 150 метра надморска височина в западния край на Варненската низина, на 10 километра източно от Девня и на 18 километра северозападно от центъра на Варна. Землището му има площ 26,92 квадратни километра, заема югозападния ъгъл на община Аксаково и граничи със землищата на Калиманци на север, Припек и Игнатиево на изток, Страшимирово на юг и и Девня и Баново на запад.
В непосредствена близост до Слънчево се намира местността Побитите камъни, която е природна забележителност.

## История
При сондажни разкопки е разкрито праисторическо селище на склона над Слънчево. Счита се, че то е възникнало там заради южното изложение и невъзможността да бъде наводнявано. Установено е, че по време на похода на полския крал Владислав III Варненчик един от рицарските отряди е станувал в землището на днешно Слънчево.
Най-старият писмен източник за селото е османанотурски от 1676 г. и споменава името на селището като Гюн яйласъ („Слънчево плато, бряг, склон или слънчево място“). На по-късен османотурски печат е изписано: „Втори мухтар на село Гюнюл алъса (1861 – 1862 г.)“. Част от местните мюсюлмани се изселват след похода на руския пълководец Иван Дибич-Забалкански през 1828 – 1829 г., а други – след Руско-турската освободителна война от 1878. Първите заселници християни идват в Слънчево от съседните села Гевреклер, Гюндогду, Солник, Бърдарево, както и регионални групи ваяци и маджури. Първите са с произход от селата Еркеч и Голица, Поморийско, а вторите – от преселници от Източна Тракия – Одринско, дошли в селото от ок. 1880 – 1882 г.
Гюн алъсъ се споменава във варненския печат през 1896 г. във връзка с публинча продажба на поземлени имоти.
Основното училище в селото е открито през 1882 г. и се нарича Българско непълно православно основно училище. Името си „Отец Паисий“ то получава през 1935 г. Първият учител на децата е Захари Майдавски от Балчик. Днес училището е закрито, сградата е ремонтирана и функционира като Клуб на пенсионера. Селото е преименувано на 14 август 1934 г. с Министерска заповед на правителството на Кимон Георгиев.
Църковният храм „Свето Възнесение Господне“ е осветен през 1899 г., като по-заможните жители на селото подаряват първите икони. Храмът е ремонтиран основно в началото на XXI век. Народното читалище „Учител“ е основано с богата библиотека през 1906 г. Слънчево е електрифицирано след 1946 г., а водопроводната мрежа е прекарана през 1974 г. През есента на 1999 г. с дарения и общински средства е изграден паметникът на загиналите във войните.

## Население
Численост на населението според преброяванията през годините:
| Година на преброяване | Численост |
| 1881                  | 333       |
| 1888                  | 451       |
| 1893                  | 501       |
| 1900                  | 517       |
| 1910                  | 527       |
| 1920                  | 621       |
| 1926                  | 738       |
| 1934                  | 803       |
| 1946                  | 784       |
| 1956                  | 723       |
| 1965                  | 651       |
| 1975                  | 594       |
| 1985                  | 454       |
| 1992                  | 492       |
| 2001                  | 634       |
| 2011                  | 729       |
| 2021                  | 645       |

Численост и дял на етническите групи според преброяването на населението през 2011 г.:
|                     | Численост | Дял (в %) |
| Общо                | 729       | 100.00    |
| Българи             | 476       | 65.29     |
| Турци               | 45        | 6.17      |
| Цигани              | 190       | 26.06     |
| Други               | 4         | 0.54      |
| Не се самоопределят | 8         | 1.09      |
| Неотговорили        | 6         | 0.82      |

## Управление
Кметове
- Войно Славов Добрев (ок. 1900)
- Михню Добрев Златев (ок. 1912 – 13)
- Марин Бацов Златев (ок. 1927)
- Лечо Павлов (ок. 1920)
- Йордан Петров Йорданов (ок. 1927)
- Васил Николов Узунов (ок. 1934)
- Илия Михалев п.Маджаров
- Липчо Янев Николов
- Димитър Стоянов
- Никола Добрев
- Йордан Иванов Купенов (ок. 1941 – 44)
- Марин Кателиев Маринов (ок. 1944)
- Дойчо Атанасов Митев Кателиев
- Никола Стоянов Димитров
- Ганчо Демирев Ганчев
- Димитър Славов Демирев – Лазара
- Дойчо Атанасов Кателиев
- Тодор Иванов
- Янчо Бацов Узунов [*1943+2009, fl.1988 – 99]
- Величка Георгиева Златева (1999).

Красимир Петров Михалев (2021).

## Инфраструктура
През землището на Слънчево, южно от самото село, преминават автомагистрала „Хемус“ и Републикански път I-2. Селото е непосредствено свързано с тях, както и с общински пътища до съседните села Припек и Баново.
Водоснабдяване в селото се осъществява с централен водопровод и над 50 кладенеца, а вместо битова канализация се използват септични ями. Обществен транспорт функционира само като връзка с Варна и Аксаково – автобусните линии 43 и 43А.

## Известни личности
През Балканската и Междусъюзническа войни 1912 – 1913 четиринадесет души от селото губят живота си по бойните полета:
- Караниколов, Иван Стоянов [* 1880 +11 юли 1913, Златево], ефрейтор.
- Кателиев, Добри Душев [+10 ноември 1912], ефрейтор.
- Демиров, Петко Войнов [* 1880 +16 октомври 1912, с. Колиби, дн. Турция], редник.
- Димов, Димо Жечев [* 1890 +16 октомври 1912, Сарабалърт, дн. Турция], редник.
- Добрев, Добри Атанасов [* 1886 +17 октомври 1912, Караагач, дн. Турция], редник.
- Добрев, Добри Неделчев [* 1877+ 16 октомври 1912, Караагач], редник.
- Калчев, Калчо Куртев [* 1888 +1 януари 1913 Куралии, дн. Турция], редник.
- Киряков, Атанас Христов [* 1883 +16 октомври 1912, редник.
- Костадинов, Димитър Стоянов [* 1885 +16 октомври 1912, Карагач], редник.
- Ситов, Стойчо Тодоров [+25 декември 1912, Котел], редник.
- Узунов, Димитър Николов [* 1884 +16 октомври 1912, Караагач], редник.
- Узунов, Никола Николов [* 1890 +10 ноември 1912, Чорлу, дн. Турция], редник.
- Чолаков, Стойчо Тодоров [* 1892 +20 януари 1913, Кадикоб – Турция], редник.
- Шишков, Димитър Георгиев [+10 ноември 1912, Караалъ, дн. Турция], редник.

По време на Втората световна война селото губи:
- Димитричка Костова Чолакова (Славка) [* 13 юли 1922 +февруари 1944] – партизанка от Партизански отряд „Христо Кърпачев“, убита.
- Алекси Димов Христов (Венизелос) [* 20 април 1913 + 21 юли 1943] – партизанин в Габровския отряд, убит.
- Тодор Кателиев Митев, (1892 – 27 януари 1944) – ятак и помагач на партизаните от Варненския край, починал по време на изпълнение на бойна задача.